# بی‌دی -۲۲°۵۸۶۶
بی‌دی -۲۲°۵۸۶۶ یک ستاره است که در صورت فلکی دلو قرار دارد.